# Pouteria rufotomentosa
Pouteria rufotomentosa  es una especie de planta en la familia Sapotaceae. Es un árbol endémico de Guatemala que fue únicamente registrado en el departamento de Baja Verapaz. Crece en bosque alta perenne, y puede alcanzar una altura de 15 m.

## Taxonomía
Pouteria rufotomentosa fue descrita por (Lundell) T.D.Penn. y publicado en Flora Neotropica, Monograph 52: 322, f. 71J–L. 1990.
Sinonimia
- Peteniodendron rufotomentosum Lundell[5]